# Велика Британія на літніх Олімпійських іграх 1912
На літніх Олімпійських іграх 1912 року Сполучене королівство Великої Британії та Ірландії представляли 274 спортсмена (264 чоловіків та 10 жінок). Вони завоювали 10 золотих, 15 срібних і 16 бронзових медалей, що вивело збірну на 3-є місце у неофіційному командному заліку.

## Медалісти
| Медаль | Спортсмен | Вид спорту            | Дисципліна                                                              |
| ------ | --- | --------------------- | ----------------------------------------------------------------------- |
| Золото | Арнольд Джексон | Легка атлетика        | Чоловіки, 1500 м                                                        |
| Золото | Девід Джейкобс Генрі Макінтош Віктор д'Арсі Віллі Епплгарт | Легка атлетика        | Чоловіки, естафета 4 × 100 м                                            |
| Золото | Артур Беррі Рональд Бребнер Томас Берн Джозеф Дайнс Едвард Ганні Гордон Гор Артур Найт Генрі Літтлуорт Іван Шарп Гарольд Волден Вів Вудворд Дуглас Макуайтер Гарольд Стемперов Едвард Райт | Футбол                | Чоловіки                                                                |
| Золото | Вільям Кіннір | Академічне веслування | Чоловіки, одинаки                                                       |
| Золото | Сідні Сван Леслі Ворлмелд Едгар Бюргесс ДугласЕварт Горсфолл Джеймс Гіл лен Артур Гартон Алістер Кербі Філіп Флемінг Генрі Веллс | Академічне веслування | Чоловіки, вісімки                                                       |
| Золото | Джон Лессімор Роберт Мюррей Джозеф Пепе Вільям Пімм | Стрільба              | Чоловіки, малокаліберна гвинтівка, 50 м, командну першість              |
| Золото | Ізабелла Мур Дженні Флетчер Анні Спеерс Ірен Стіер | Плавання              | Жінки, естафета 4 × 100 м вільним стилем                                |
| Золото | Едіт Геннем | Теніс                 | Жінки, одиночний розряд у приміщенні                                    |
| Золото | Едіт Геннем Чарльз Діксон | Теніс                 | Змішаний розряд у приміщенні                                            |
| Золото | Чарльз Сміт Джордж Корнет Джордж Вілкінсон Чарльз Багбі Артур Гілл Пол Радміловіч Айзек Бентхем | Водне поло            | Чоловіки                                                                |
| Срібло | Ернст Вебб | Легка атлетика        | Чоловіки, ходьба на 10 км                                               |
| Срібло | Фредерік Грабб | Велоспорт             | Чоловіки, велогонка, особиста першість                                  |
| Срібло | Фредерік Грабб Леонард Мередіт Чарльз Мосс Вільям Геммонд | Велоспорт             | Чоловіки, велогонка, командна першість                                  |
| Срібло | Едгар Селігман Артур Еверітт Мартін Голт Персіваль Девсон Роберт Монтгомерай Сідней Мартіне | Фехтування            | Чоловіки, шпага, командна першість                                      |
| Срібло | Джуліус Бересфорд Карл Вірною Чарлз Раут Брюс Логен | Академічне веслування | Чоловіки, четвірки з рульовим                                           |
| Срібло | Вільям Фисон Вільям Паркер Томас Гіллеспі Бьютфорт Бердекін Фредерік Пітмен Артур Віггінс Роберт Берн Чарлз Літтлджон Джон Волкер | Академічне веслування | Чоловіки, вісімки                                                       |
| Срібло | Гаркурт Оммундсен Генрі Барр Едвард Скілтон Джеймс Рейд Едвард Парнелл Артур Фалтон | Стрільба              | Чоловіки, армійська гвинтівка, 200, 400, 500 і 600 м, командна першість |
| Срібло | Вільям Мілн | Стрільба              | чоловіки, малокаліберна гвинтівка, 50 м                                 |
| Срібло | Вільям Мілн Вільям Стайлс Джозеф Пепе Вільям Пімм | Стрільба              | Чоловіки, малокаліберна гвинтівка, 25 м, командну першість              |
| Срібло | Джон Батт Вільям Гросвенор Гарольд Гамбі Александр Мондер Чарльз Палмер Джордж Вітакер | Стрільба              | Чоловіки, треп, командна першість                                       |
| Срібло | Джон Гетфілд | Плавання              | Чоловіки, 400 м вільним стилем                                          |
| Срібло | Джон Гетфілд | Плавання              | Чоловіки, 1500 м вільним стилем                                         |
| Срібло | Чарльз Діксон | Теніс                 | Чоловіки, одиночний розряд у приміщенні                                 |
| Срібло | Гелен Ейтчісон Герберт Беррет | Теніс                 | Змішаний розряд у приміщенні                                            |
| Срібло | Александер Мунро, Джон Севелл, Джон Джеймс Шеферд, Джозеф Доулер, Едвін Міллс, Фредерік Гамфріс, Матіас Гайнес, Волтер Чаффі | Перетягування канату  | Чоловіки                                                                |
| Бронза | Віллі Епплгарт | Легка атлетика        | Чоловіки, 200 м                                                         |
| Бронза | Джордж Гатсон | Легка атлетика        | Чоловіки, 5000 м                                                        |
| Бронза | Ернест Генлі Джордж Нікол Сиріл Сідгаус Джеймс Соуттер | Легка атлетика        | Чоловіки, естафета 4 × 400 м                                            |
| Бронза | Джо Коттрілл Джордж Гатсон Вільям Мур Едвард Оуен Сиріл Портер | Легка атлетика        | Чоловіки, командна гонка на 3000 м                                      |
| Бронза | Ернест Глоувер Фредерік Гіббінс Томас Гамфріс | Легка атлетика        | Чоловіки, командний крос                                                |
| Бронза | Ізабелла Вайт | Стрибки у воду        | Жінки, 10-м вишка                                                       |
| Бронза | Альберт Беттс Вільям Коуіг Сідней Крос Гарольд Дікасон Герберт Джеймс Дрері Бернард Франклін Леонард Гансон Самуель Годжеттс Чарльз Лак Вільям Маккюн Рональд Маклін Альфред Месенджер Генрі Оберхользер Едуард Пеппер Едуард Вільям Поттс Реджинальд Поттс Джордж Джеймс Росс Чарльз Сіммонс Артур Саузерн Вільям Тітті Чарльз Вігерс Самуель Джон Вокер Джон Вітакер | Спортивна гімнастика  | Чоловіки, командну першість                                             |
| Бронза | Гарольд Берт | Стрільба              | Чоловіки, малокаліберна гвинтівка, 50 м                                 |
| Бронза | Чарльз Стюарт | Стрільба              | Чоловіки, довільний пістолет, 50 м                                      |
| Бронза | Чарльз Стюарт Г'ю Дюрант Альберт Кемпстер Гораціо Поултер | Стрільба              | Чоловіки, довільний пістолет, 50 м, командна першість                   |
| Бронза | Чарльз Стюарт Г'ю Дюрант Альберт Кемпстер Гораціо Поултер | Стрільба              | Чоловіки, дуельний пістолет, 30 м, командне першість                    |
| Бронза | Персі Кортмі | Плавання              | Чоловіки, 400 м брасом                                                  |
| Бронза | Вільям Фостер Томас Баттерсбі Джон Гетфілд Генрі Тейлор | Плавання              | Чоловіки, естафета 4 × 200 м вільним стилем                             |
| Бронза | Дженні Флетчер | Плавання              | Жінки, 100 м вільним стилем                                             |
| Бронза | Чарльз Діксон Альфред Біміш | Теніс                 | Чоловіки, парний розряд у приміщенні                                    |
| Бронза | Мейбел Партон | Теніс                 | Жінки, одиночний розряд у приміщенні                                    |